# Polvo (singolo)
Polvo è un singolo del cantante statunitense Nicky Jam e del rapper portoricano Myke Towers, pubblicato il 20 novembre 2020.

## Tracce
1. Polvo – 3:31